# 益田譲司
益田 譲司（ますだ じょうじ、1956年4月22日 - ）は、福岡県北九州市出身の金属加工技術者、実業家である。神鋼ファブテック株式会社の元代表取締役社長、KMアルミニウム株式会社の取締役を務める。

## 人物
九州工業大学大学院金属工学専攻を卒業後、81年株式会社神戸製鋼所に入社。93年1月同社アルミ・銅事業本部生産本部長府製造所製造部溶解室長、2005年1月同社アルミ・銅カンパニー長府製造所アルミ押出工場長、11年1月同社アルミ・銅カンパニー長府製造所副所長、同年11月KMアルミニウム株式会社入社、素材事業部長付理事、12年4月から素材事業部副事業部長兼素材技術部長を務めていた。
趣味はゴルフ、読書。